# Catedral de Ciudad de Guatemala

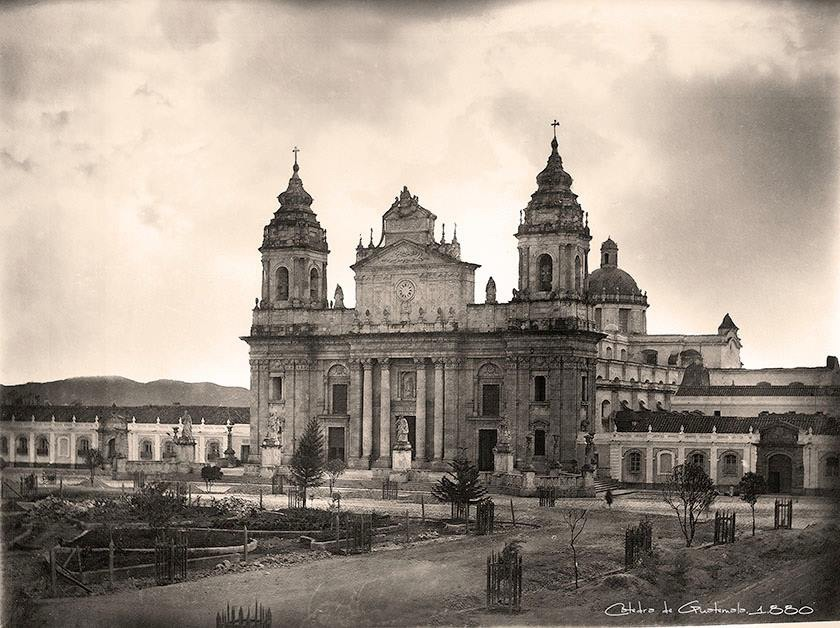
La Catedral Metropolitana en 1880

La Catedral Metropolitana de Santiago de Guatemala es la principal catedral del país, y está ubicada en la Nueva Guatemala de la Asunción, capital de Guatemala. Es la Sede de la Arquidiócesis de Santiago de Guatemala. Anteriormente fue llamada Catedral Primada de Centro América, por ser la única Metropolitana del istmo desde 1743 a 1913. Está localizada frente al costado este de la Plaza de la Constitución en el Centro Histórico de la ciudad de Guatemala.
El edificio fue construido entre 1782 y 1815 y las torres fueron completadas en 1867; tiene elementos propios del neoclásico y ha resistido -aunque con daños de consideración- numerosos terremotos debido al espesor de sus paredes y columnas de más de un metro de grosor. Fue severamente dañada por los devastadores terremotos de 1917 y del 4 de febrero de 1976 ha sido reparada; los sismos de 1917-1918 hicieron que colapsara la cúpula elíptica que entonces tenía.
En frente de la Catedral hay doce pedestales, en los cuales estaban las estatuas de cada uno de los doce apóstoles; el terremoto de 1917 destruyó dichas estatuas, que tenían más de dos metros de alto.
La Catedral posee uno de los pocos órganos tubulares sobrevivientes de la primera mitad del siglo XX (Órgano Opus 2534) de la casa Walcker de Alemania que data de 1937. El órgano, que para finales del siglo XX se encontraba casi en el olvido, fue puesto en labores por mandato del recién nombrado Arzobispo metropolitano, Monseñor Rodolfo Cardenal Quezada Toruño (Q. E. P. D.), quien encomienda la tarea de interpretar de manera frecuente la reliquia musical así como revivir el coro mayor del templo, el cual había dejado de existir casi un siglo atrás. La tarea fue encomendada al maestro de capilla, organista y director coral, el Licenciado Héctor Raúl Padilla, quien ya poseía los permisos para su interpretación y quien sigue a la fecha con dicha tarea para honrar al templo y a la memoria del Cardenal Quezada, quien le dio nuevamente la solemnidad que había perdido el órgano como insignia del edificio Catedralicio.

## Historia

### Traslado de la catedral desde Santiago de los Caballeros

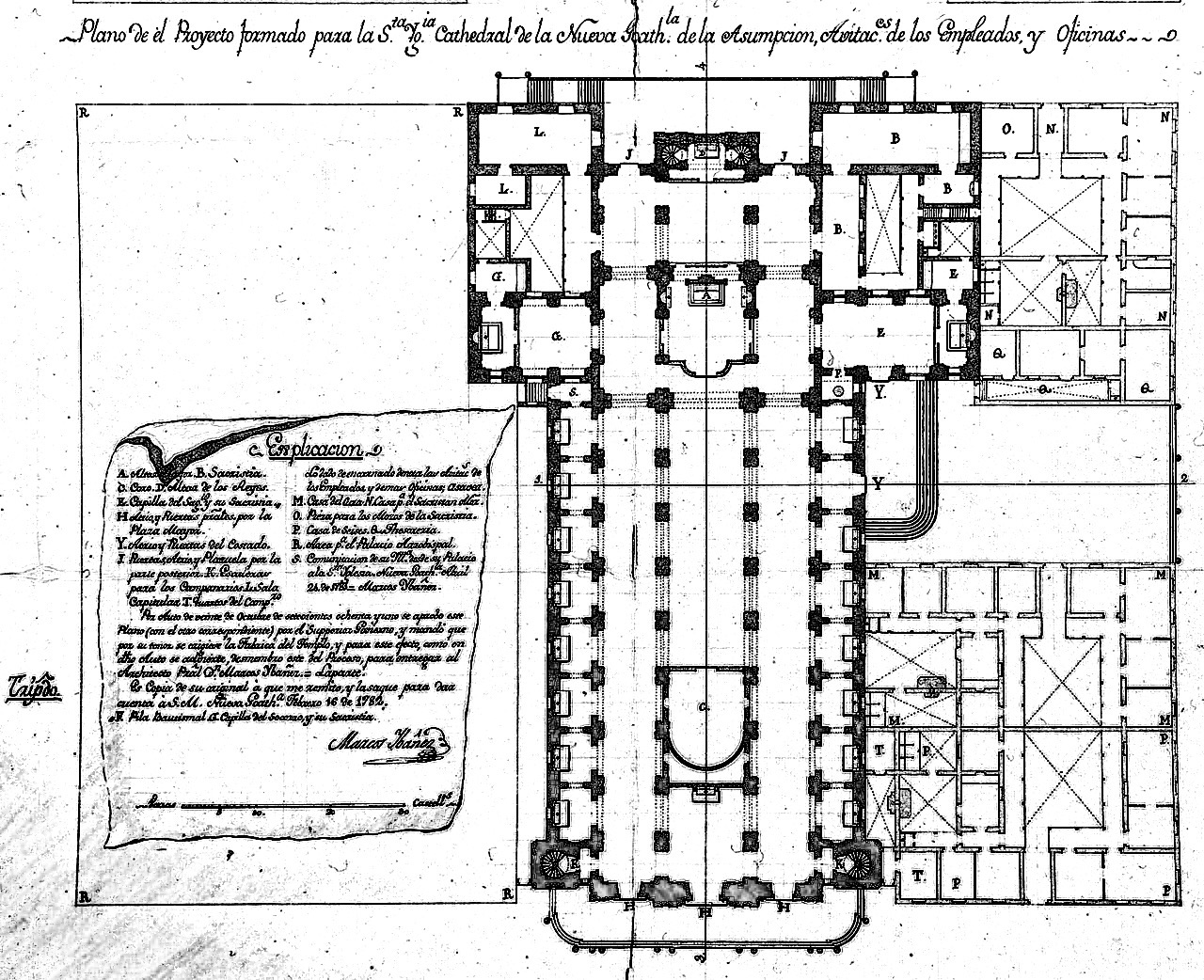
Plano presentado al arzobispo Cayetano Francos y Monroy por el arquitecto Marcos Ibáñez en 1782.

Tras los Terremotos de Santa Marta en 1773 se decidió trasladar la capital de Guatemala del valle de Panchoy al valle de la Ermita, no sin fuerte oposición del arzobispo de Guatemala, quien temía que las principales órdenes regulares perdieran una buena parte de sus réditos. La catedral se trasladó a la nueva capital el 22 de noviembre de 1779. Los retablos, muebles e instrumentos de la antigua Catedral de Santiago se quedaron en la antigua iglesia, aunque en 1783 fueron retirados y almacenados en el antiguo edificio de la Universidad de San Carlos Borromeo en Antigua Guatemala y en la sacristía de la iglesia de El Sagrario, que también funcionaba en el recinto de la catedral.
Inicialmente, la catedral estuvo asentada provisionalmente en una pequeña capilla, pero la misma se dañó rápidamente obligando a que la catedral se trasladara en 1786 al Beaterío de Santa Rosa, en donde permaneció hasta que fue trasladada a su solar actual en 1815.

### Construcción del templo

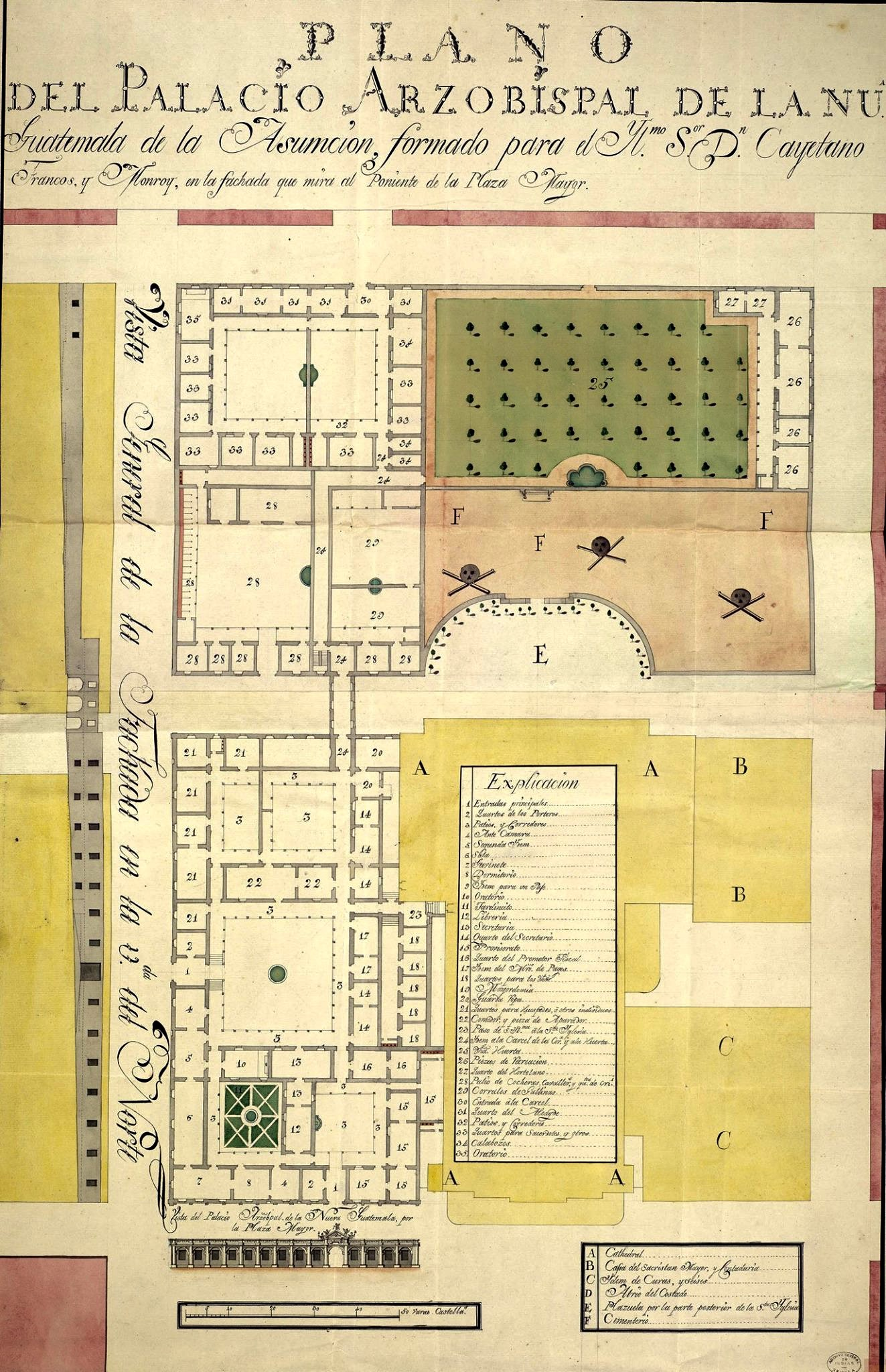
Plano del Palacio Arzobispal de la Nueva Guatemala de la Asunción presentados a Francos y Monroy para su aprobación en 1779.

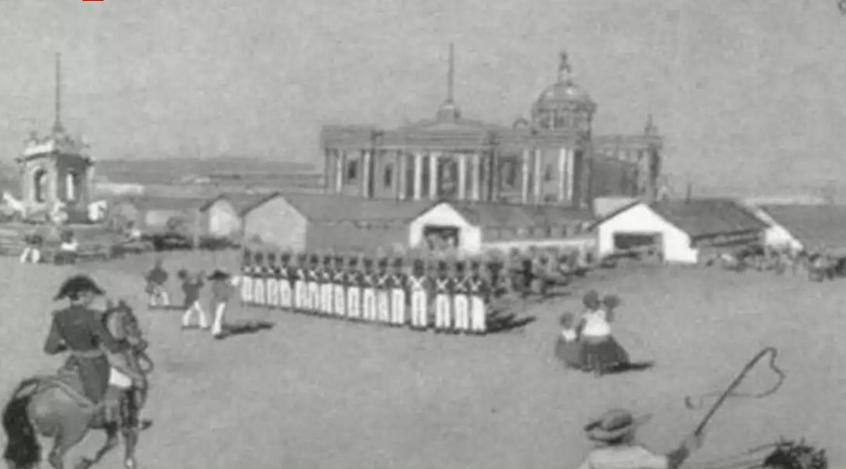
Iglesia de la Catedral de Santiago en la Nueva Guatemala en la década de 1850. Las espigas que se observan tanto en la iglesia como en la fuente de Carlos III fueron los primeros pararrayos que se utilizaron en Guatemala.

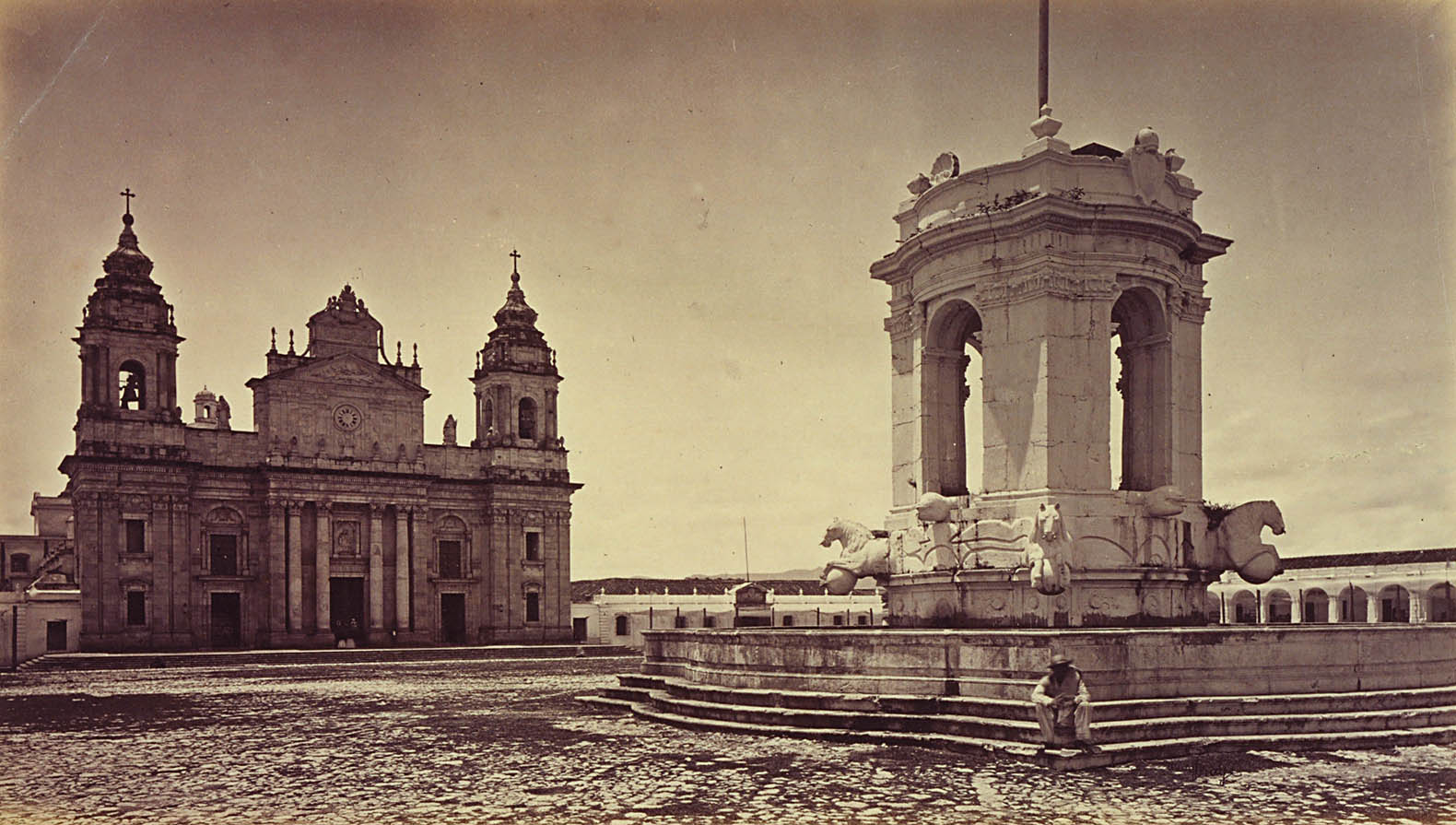
Fuente de Carlos III y Catedral de Santiago en la Nueva Guatemala de la Asunción en 1875. Fotografía de Eadweard Muybridge.

El arquitecto Marcos Ibáñez, el delineador Antonio Bernasconi -quien llegó desde España en julio de 1777- y el ingeniero Joaquín de Isasi tuvieron a cargo el levantamiento de los planos de la nueva Catedral de Santiago y después de dos años lograron que los planos fueran aprobados por Real Cédula del 6 de noviembre de 1779, la que arribó a Guatemala en febrero de 1780.
El arzobispo de Guatemala, Cayetano Francos y Monroy, bendijo el solar y colocó la primera piedra de la Catedral en 1782.
Los trabajos de construcción se iniciaron formalmente el 13 de agosto de 1783, con los cimientos para las criptas, paredes y columnas de la Catedral.
El 15 de marzo de 1815 fue llevada procesionalmente desde su trono en la Provisional Catedral en el Beaterio Santa Rosa la venerada imagen de Nuestra Señora del Socorro, la cual fue colocada en el altar principal de su capilla, en donde ha permanecido desde entonces. Para 1815, estaba terminada la mayor parte del templo y se trasladó el órgano a la misma, así como numerosas imágenes de santos además de la imagen de Nuestra Señora del Socorro, las cuales fueron trasladas en procesión solemne. La iglesia se inauguró oficialmente en esa fecha con una solemne misa de Acción de Gracias.
En 1816 se retiró el oro de los retablos de la antigua catedral y con ese mismo se doraron los retablos en la nueva catedral. En 1821, se construyeron las dos torres del lado oriente -torres menores que daban hacia el cementerio de la ciudad en ese entonces-en las que se colocaron los primeros campanarios y en 1826 se instalaron las puertas del lado oriente, sur y poniente, y las rejas a las claraboyas de las criptas.
El 23 de julio de 1860 fue colocado el nuevo altar de mármol de Carrara, el cual sustituyó el antiguo Altar Mayor que era de madera dorada y dimensiones mayores; el antiguo altar fue trasladado al Beaterio de Santa Rosa.
Del bronce de los cañones del fuerte de San José fue fundida la campana mayor de la Iglesia de la Catedral, la cual fue bendecida en 1871, en celebración del Concilio Vaticano I, y desde entonces es conocida como «La Chepona».

### Terremotos de 1917-1918
En 1917 una serie de movimientos sísmicos se iniciaron el 17 de noviembre y arruinaron algunas poblaciones alrededor de Amatitlán. El 25 y el 29 de diciembre de ese mismo año, y el 3 y el 24 del siguiente, se repitieron los temblores en la república, pero con mucha mayor fuerza, de modo que destruyeron numerosos edificios públicos y casas particulares en la Nueva Guatemala y en la Antigua Guatemala.

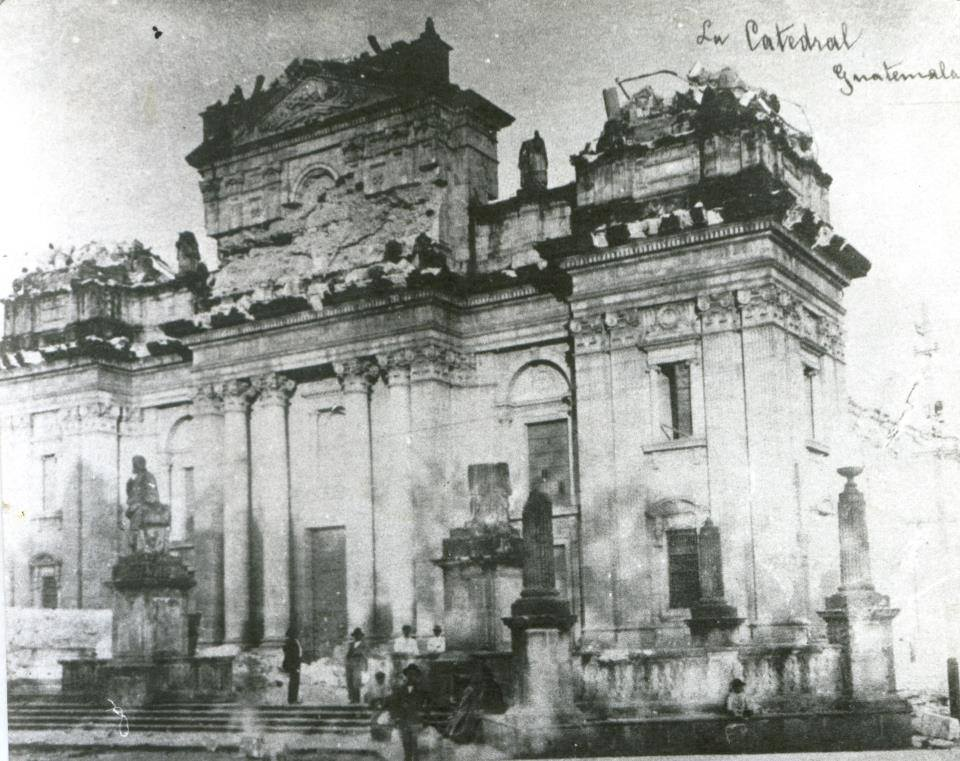
Destrucción del frontispicio y torres de la Catedral en los terremotos de 1917- 1918

La Catedral Metropolitana no soportó el embate de los terremotos, con la caída de las torres, frontispicio. Se derrumba la cúpula sobre el órgano traído de la antigua catedral y el altar de mármol. Quedan seriamente dañadas la bóveda con múltiples grietas en arcos y muros. La Catedral permaneció en ruinas por más de un año, hasta que el Arzobispo Julian Riveiro y Jacinto logró juntar el dinero suficiente para empezar con la restauración.
En octubre de 1919, el cabildo designa al arquitecto italiano Guido Albani, uno de los más renombrados especialistas en concreto armado, para la restauración de la Catedral. Para 1920 se inicia con la demolición de las cúpulas, las torres y las bóvedas. El proyecto debía reforzar la fachada, torres y reconstruir nuevamente la bóveda central y hacer la nueva cúpula de concreto reforzado, la cual se rehízo de forma elíptica, más grande y elevada, con tambor a media naranja con lo cual quedó mejor asentada, culminándose para 1924.
El Ingeniero Juan Domergue, se encargó de la construcción del frontispicio y de las torres, el cual se hicieron menos elevadas para que quedaran mejor asentadas, concluyéndose para 1932.

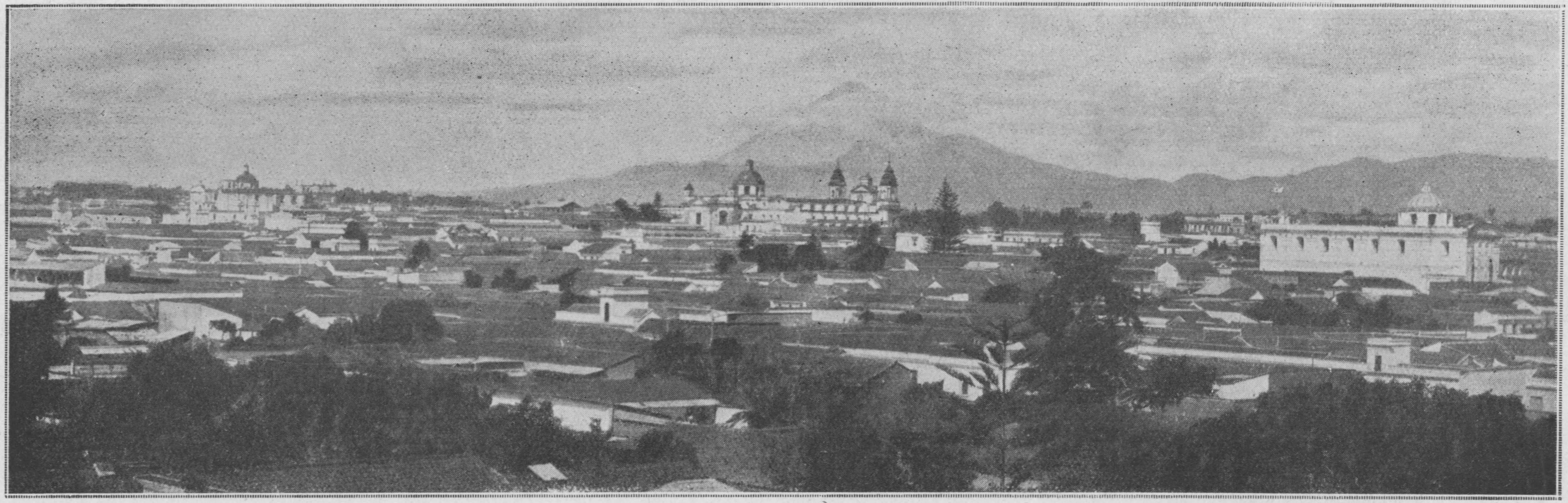
Vista parcial de la Nueva Guatemala de la Asunción antes de los terremotos de 1917-18, publicada en la revista francesa L'Illustration del 12 de enero de 1918.

### Terremoto de 1976
El miércoles 4 de febrero de 1976 a las 03:01:43 hora local (09:01:43 UTC) ocurrió un fuerte sismo de magnitud de 7.5 grados en la escala de Richter con epicentro cercano a la ciudad de Los Amates, en el departamento de Izabal, a 160 km al noreste de la ciudad de la Nueva Guatemala de la Asunción. En solo unos segundos un tercio de la capital quedó reducido a escombros y miles de edificios colapsaron, incluyendo la Catedral. El terremoto se sintió también en Belice, El Salvador, Honduras y México, hasta donde se sintieron sus ondas telúricas en la Ciudad de México. También se registró un gran número de réplicas, siendo las más fuertes las de 5,8, 5,7 y 5,2 grados.  Los efectos del terremoto fueron devastadores: aproximadamente veintitrés mil personas fallecieron, setenta y seis mil resultaron heridos y hubo más de un millón de damnificados.  El sismo también ocasionó daños al patrimonio cultural de la nación pues no solamente destruyó la Catedral, dañando sus torres, sino que numerosas iglesias y edificios públicos centenarios; a diferencia del gobierno de Manuel Estrada Cabrera, la respuesta del presidente general Kjell Eugenio Laugerud García fue eficiente. y la catedral fue totalmente reparada en los próximos cinco años.

## En el cine

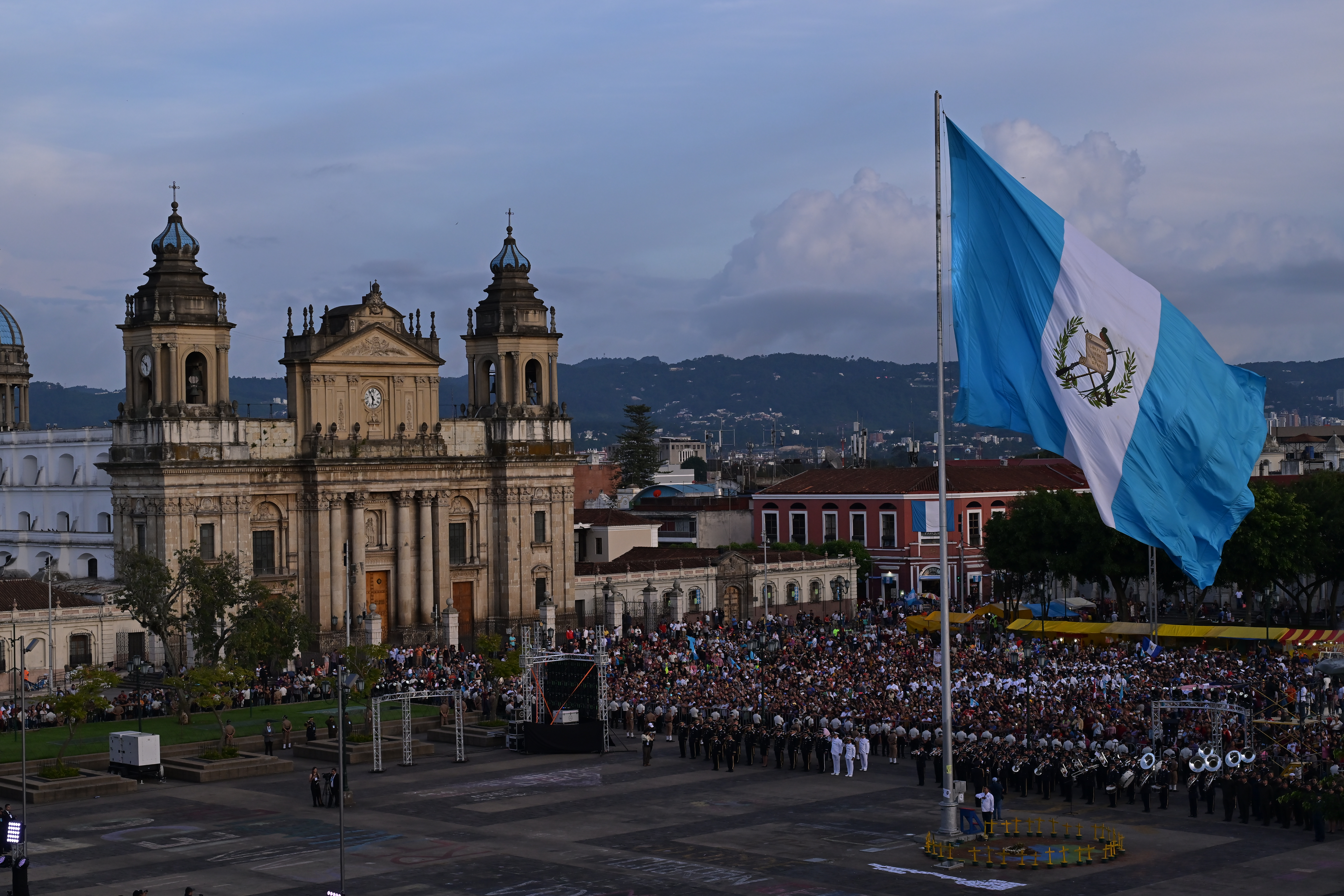
Catedral Metropolitana de Santiago en 2023.

La Catedral de la Nueva Guatemala de la Asunción aparece en el film Sólo de noche vienes, película mexicana producida por Panamerican Films junto con el productor guatemalteco Manuel Zeceña Diéguez y dirigida por Sergio Véjar. Fue protagonizada por Elsa Aguirre y Julio Alemán junto a los actores Cosmo Alessio, Rodolfo Landa, Herbert Meneses y Regina Torné. La historia gira en torno a un idilio amoroso que ocurre en los días de la Semana Santa. Sólo de noche vienes es un importante registro cinematográfico de la Semana Santa de Guatemala de la década de 1960, aun cuando el equipo y los intérpretes se vieron compelidos a culminar el rodaje en El Salvador.  En la película, uno de los errores de edición muestra a la actriz Elsa Aguirre entrando en la Iglesia de San Francisco y luego saliendo de la Catedral.

## Galería de imágenes
|                 |
| Pasillo interno |

|                |
| Arco y pintura |

|        |
| Cúpula |

|         |
| Pasillo |

|                |
| Vista interior |

|       |
| Altar |